# Bonatea viridirufa
Bonatea viridirufa là một loài bướm đêm trong họ Geometridae.